# 滿璹
滿璹（?—?），明朝蒙古族将领，元朝平凉万户把丹的重孙，滿四的侄子。
滿璹世代以畜牧、狩猎为业。长大之后，袭封千户，因功升为平凉卫指挥。成化三年（1467年），满四起兵反明，他奉命带领二十余名随从去搜捕满四。结果，被满四用计拘留，随从被杀。成化四年（1468年）四月，被押入距离平凉千里之外的石城（即唐朝的石堡城）。十月，满四与明朝总督项忠、巡抚马文升在阵前谈判，他逃脱投奔项忠，回到明军大营。